# Agrias pallantis
Agrias pallantis är en fjärilsart som beskrevs av Hans Fruhstorfer 1914. Agrias pallantis ingår i släktet Agrias och familjen praktfjärilar. Inga underarter finns listade i Catalogue of Life.